# مطار أبها الدولي
18°14′25.32″N 42°39′23.85″E / 18.2403667°N 42.6566250°E

مطار أبها الدولي (إياتا: AHB، إيكاو: OEAB) يبعد عن مدينة أبها بمنطقة عسير جنوب غرب السعودية حوالي 18 كم. افتتح في نوفمبر 1977، وتبلغ مساحته حوالي 3.547 م2، وقد بدأ العمل برحلات دولية في يونيو 2006، وأقلعت أول رحلة دولية منه إلى مدينة القاهرة وذلك على متن طائرة تابعة للخطوط الجوية العربية السعودية بحيث يستقبل مطار أبها أكثر من 222 رحلة اسبوعياً منها 188 رحلة داخلية ( 160 الخطوط السعودية، 28 طيران ناس ) و 34 رحلة دولية. في أغسطس 2020 أعلنت هيئة الطيران المدني السعودية حصول مطار أبها على الترخيص الدولي، واعتماده مطارًا دوليًا مرخصًا عالميًا بعد أن كان إقليميًا.

## مبنى الركاب
يحتوي المبنى على أربعة صالات، صالتين للسفر، وصالتين للوصول.
- مسطح صالة السفر الدولي : 570.24 م2
- مسطح صالة السفر الداخلي : 869.12 م2
- مسطح صالة الوصول الدولي : 829.44 م2
- مسطح صالة الوصول الداخلي : 624.70 م2
- مواقف الطائرات : 7 طائرات متوسطة الحجم (حجم تقريبي مع العلم بأنه استقبل رحلتين 747 ورحلة A320 وبقيت على المواقف في نفس الوقت)

## شركات الطيران
| شركات الطيران         | الوجهات                      | البلد                    |
| --------------------- | ---------------------------- | ------------------------ |
| الخطوط السعودية       | الرياض، جدة، الدمام،القاهرة  | السعودية                 |
| طيران ناس             | الرياض، جدة، الدمام، القاهرة | السعودية                 |
| السعودية الخليجية     | الرياض، جدة، الدمام          | السعودية                 |
| طيران أديل            | الرياض، جدة، الدمام          | السعودية                 |
| الخطوط الجوية القطرية | الدوحة                       | قطر                      |
| مصر للطيران           | القاهرة                      | مصر                      |
| فلاي دبي              | دبي                          | الإمارات العربية المتحدة |
| العربية للطيران       | الشارقة                      | الإمارات العربية المتحدة |

## مشروعات التطوير
بدأت مشروعات تطوير المطار عام 2008، وأوشكت على الانتهاء، وتشمل توسعة صالات المغادرة بمساحة إجمالية تبلغ 1943 م، وتوسعة صالة القدوم بمساحة إجمالية تبلغ 1037 م، إضافة إلى إنشاء مبنى جديد للشحن والبريد الجوي بمساحة تقدر بـ 2820 م.

## المطار الجديد
```
من المقرر أن يستوعب بعد انتهائه نحو 36 مليون مسافر
```

المرحلة الأولى للمطار تستطيع استيعاب 7 ملايين مسافر من خلال 11 جسر طيران، ومواقف تتسع لـ3 آلاف مركبة، و25 موقفاً للحافلات والجسور.
والمرحلة الثانية من المشروع 9 ملايين مسافر على 24 جسر طيران، ومواقف تتسع لـ6 آلاف مركبة، و36 موقفا للحافلات والجسور،
وبانتهاء المرحلة الثالثة تصبح الطاقة الاستيعابية للمطار نحو 36 مليون مسافر على 36 جسراً، ومواقف تتسع لـ10 آلاف مركبة، و57 موقفاً للحافلات والجسور.

### المخطط العام للمطار الجديد
في 12 اكتوبر 2023، أعلن ولي العهد الأمير محمد بن سلمان رئيس مجلس الوزراء، عن إطلاق المخطط العام لمطار أبها الدولي الجديد وتبلغ مساحة صالته 65 ألف متر مربع مقارنة بـنحو 10,500 متر مربع للمطار الحالي، إضافة إلى إنشاء جسـور إركاب، وإنشاء منصات جديدة وخدمات ذاتية لإنهاء وتسهيل إجراءات السفر، وبناء مواقف سيارات بطاقة استيعابية عالية، حيث من المخطط الانتهاء من المرحلة الأولى بحلول عام 2028.

## المرافق
يضم المطار أيضا مبنى الصالة الملكية، مبنى الأرصاد الجوية، مبنى شحن وجمارك السعودية، مبنى صيانة السعودية، مبنى الإطفاء والإنقاذ، مسجد المطار، محطة الكهرباء الرئيسية، محطة معالجة المياه، مبنى تابع للقوات الجوية.

## أحداث
- 12 يونيو 2019: تعرض المطار لقصف جوي بواسطة صاروخ من طراز كروز أطلقه الحوثيون على مطار أبها، مما تسبب في إصابة حوالي 26 مدني بجروح.[5]
- 23 يونيو 2019: تعرض المطار مرة أخرى لقصف بواسطة صاروخ أطلقها الحوثيون على المطار، وتسبب ذلك في وفاة مقيم سوري وإصابة 7 آخرين.[6]
- 2 يوليو 2019: تعرض المطار لهجوم باستخدام طائرة بدون طيار أطلقها الحوثيون مما أدى إلى إصابة 8 سعوديين ومقيم هندي.[7]
- 28 أغسطس 2019: استهدف الحوثيون مطار أبها بصاروخ كروز، ولم يسفر الهجوم عن إصابات.[8]
- 10 فبراير 2021: تعرض مطار أبها لهجوم من ميليشا الحوثي وقد أدت تلك الهجمات لضرر لأحدى الطائرات المدنية مع عدم وجود أي إصابات بشرية.